# Wiadomości Literackie
Wiadomości Literackie (с пол. — «Литературные новости») — популярная еженедельная общественно-культурная, литературная газета, выходившая в Варшаве в 1924—1939 годах.
Основана в январе 1924 года Мечиславом Гридзевским. Первый номер опубликован 6 января 1924 года. Первоначально издававшаяся как популярная литературная газета с преобладанием информативных и тематических статей, с 1930-х годов она, в основном, помещала проблемные статьи по социальным, литературным, культурным и политическим вопросам. Представляла либеральные взгляды.
В редакционную комиссию входили члены литературной группы «Скамандр», группировавшиеся вокруг журнала «Skamander». Хотя в начале деятельности редакция не придерживалась конкретного политического направления, в первые годы после майского переворота 1926 года в Польше поддерживала провозглашённый Юзефом Пилсудским лозунг «моральной санации» общественной жизни в Польше. В 1930-х годах после Брестского процесса стала участвовать в так называемой «Левой санации», представляя страницы демократически-либеральным идеям.

Юбилейный выпуск, посвящённый смерти Юзефа Пилсудского. 1935

С газетой сотрудничали многие польские прозаики, поэты, переводчики и критики, в том числе Тадеуш Бой-Желеньский, Казимеж Вежиньский, Юзеф Виттлин, Ярослав Ивашкевич, Кароль Иржиковский, Ян Лехонь, Ежи Либерт, Станислав Оссовский, Мария Павликовская-Ясножевская, Ксаверий Прушиньский, Антоний Слонимский, Юлиан Тувим, Бруно Шульц и др.
После начала Второй мировой войны редакция эмигрировала и выходила под разными названиями («Wiadomości Polskie, Polityczne i Literackie» и просто «Wiadomości») в Париже (с 1939 года) и в Лондоне (с 1940 года) на протяжении четырех десятилетий.